# Notre-Dame-de-Lorette (stanice metra v Paříži)
Notre-Dame-de-Lorette je nepřestupní stanice pařížského metra na lince 12 v 9. obvodu v Paříži. Nachází se nedaleko kostela Notre-Dame-de-Lorette.

## Historie
Stanice byla otevřena 5. listopadu 1910 jako součást prvního úseku linky A, kterou provozovala společnost Compagnie Nord-Sud. Trať vedla od Porte de Versailles a končila v této stanici. Linka zde končila do 8. dubna 1911, kdy byla prodloužena do stanice Pigalle. Po sloučení se společností Compagnie du Métropolitain de Paris obdržela linka v roce 1930 číslo 12.
Stanice byla v roce 1984 renovována.

## Nehoda
30. srpna 2000 došlo ve stanici k nehodě, která si vyžádala 24 lehce zraněných. Řidič vjel do stanice nepřiměřenou rychlostí, takže došlo u vjezdu do stanice k vykolejení jednoho vozu. Tento úsek trati má sklon 4% a u vjezdu do stanice 2,2%, kde je navíc kolej do oblouku. Nejvyšší povolená rychlost je zde proto 40 km/h a 30 km/h v zatáčce. Protože autopilot nebyl v provozu, byl vůz řízen ručně. Vyšetřování prokázalo hlavní zavinění na straně řidiče, který měl ve zvyku řídit výhradně pomocí autopilota a tím ztratil své reflexy a dále rovněž prokázalo zanedbávání oprav ze strany RATP a nedostatečnou světelnou kontrolu rychlosti na nebezpečných místech. Od této nehody proto RATP vyžaduje po všech řidičích pokaždé absolvovat minimálně jednu jízdu s plným manuálním řízením, aby neztratili zručnost.

## Název
Stanice byla pojmenována podle kostela Notre-Dame-de-Lorette (Panny Marie z Loreta).

## Zajímavosti v okolí
- kostel Notre-Dame-de-Lorette